# Tampa Bay Buccaneers 2015
La stagione 2015 dei Tampa Bay Buccaneers è stata la 40ª della franchigia nella National Football League e la seconda sotto la direzione del capo-allenatore Lovie Smith. In possesso della prima scelta assoluta nel Draft NFL 2015, la squadra scelse il quarterback da Florida State Jameis Winston, vincitore dell'Heisman Trophy 2013.
I Bucs indossarono una toppa commemorativa per celebrare la loro quarantesima stagione. Per la settimana 8, la squadra aveva già migliorato il record del 2014 (2-14) vincendo la sua terza partita contro gli Atlanta Falcons. All'inizio di dicembre, Tampa Bay era ancora in corsa per un posto nei playoff con un record di 6-6 ma, perdendo tutte le ultime quattro gare, concluse con un bilancio di 6-10 all'ultimo posto della NFC South per il quinto anno consecutivo. Malgrado l'avere mancato l'accesso ai playoff, Doug Martin concluse al secondo posto nella lega in yard corse (solo 82 in meno di Adrian Peterson) e la squadra per la prima volta nella sua storia concluse tra le prime cinque nel miglior attacco.
Il 6 gennaio 2016,  a sorpresa Lovie Smith fu licenziato dopo due stagioni come capo-allenatore.

## Scelte nel Draft 2015

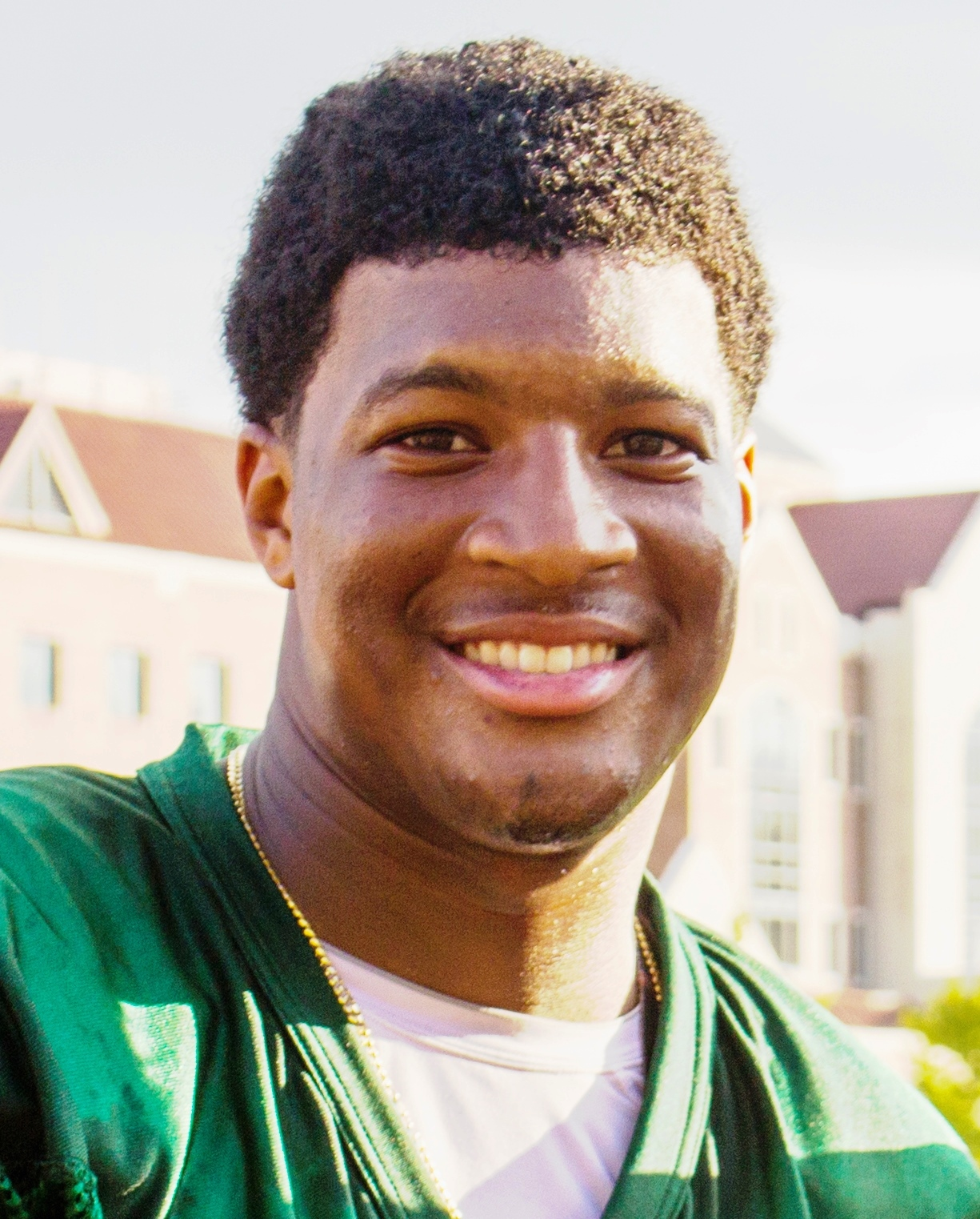
I Bucs scelsero Jameis Winston come primo assoluto nel Draft 2015.

| Giro | Scelta | Giocatore      | Ruolo | College       |
| ---- | ------ | -------------- | ----- | ------------- |
| 1    | 1      | Jameis Winston | QB    | Florida State |
| 2    | 34     | Donovan Smith  | OT    | Penn State    |
| 2    | 61     | Ali Marpet     | G     | Hobart        |
| 4    | 124    | Kwon Alexander | LB    | LSU           |
| 5    | 162    | Kenny Bell     | WR    | Nebraska      |
| 6    | 184    | Kaelin Clay    | WR    | Utah          |
| 7    | 231    | Joey Iosefa    | FB    | Hawaii        |

## Staff
| Staff dei Tampa Bay Buccaneers nel 2015 |
| --- |
| Organi dirigenziali - Proprietario/Presidente: Malcolm Glazer - Co-Chairman: Bryan Glazer, Edward Glazer e Joel Glazer - General Manager: Jason Licht Capo allenatore - Lovie Smith Altri allenatori - Coordinatore dello sviluppo della forza e della condizione: Jay Butler - Assistente dello sviluppo della forza e della condizione: Bob Gilmartin e Joe Vaughn - Pass Rush Specialist: Bryan Cox Allenatori dell'attacco - Coordinatore dell'attacco: Mike Sullivan - Assistente capo dell'attacco: Jimmy Raye - Assistente dell'attacco: Ben McDaniels - Quarterback: John McNulty - Running Back: Earnest Byner - Wide Receiver: John Garrett - Tight End: Brian Angelichio - Offensive Line: Bob Bostad - Assistente Offensive Line Steve Loney Allenatori della difesa - Coordinatore della difesa: Bill Sheridan - Assistente del coordinatore della difesa: Bob Fraser - Assistente della difesa: Tem Lukabu - Defensive Line: Randy Melvin - Linebacker: Robb Smith - Secondary/Safeties: Jeff Hafley - Secondary/Cornerback: Tony Oden Allenatori dello special team - Coordinatore dello Special Team: Dan Wannstedt - Assistente coordinatore dello Special Team: Phil Galiano |

## Roster
| Roster dei Tampa Bay Buccaneers nel 2015 |
| --- |
| Quarterback - 8 Mike Glennon - 4 Ryan Griffin - 3 Jameis Winston Running Back - 25 Mike James - 46 Jorvorskie Lane FB - 22 Doug Martin - 43 Bobby Rainey - 34 Charles Sims Wide Receiver - 13 Mike Evans - 11 Adam Humphries - 83 Vincent Jackson - 18 Louis Murphy - 89 Russell Shepard Tight End - 84 Cameron Brate - 82 Brandon Myers - 87 Austin Seferian-Jenkins - 88 Luke Stocker Offensive Linemen - 78 Gosder Cherilus T - 68 Joe Hawley C - 70 Logan Mankins G - 74 Ali Marpet G - 65 Matthew Masifilo G - 64 Kevin Pamphile T - 76 Donovan Smith T - 62 Evan Smith C - 60 Jeremiah Warren C Defensive Linemen - 96 T.J. Fatinikun DE - 92 William Gholston DE - 94 George Johnson DE - 91 Josh Martin DE - 93 Gerald McCoy DT - 77 Tony McDaniel DT - 98 Clinton McDonald DT - 90 Henry Melton DT - 56 Jacquies Smith DE Linebacker - 58 Kwon Alexander LB - 50 Bruce Carter LB - 54 Lavonte David LB - 52 Jeremiah George LB - 51 Danny Lansanah LB Defensive Back - 27 Johnthan Banks CB - 23 Chris Conte S - 24 Mike Jenkins CB - 28 Tim Jennings CB - 30 Bradley McDougald S - 26 Sterling Moore CB - 36 D.J. Swearinger S - 37 Keith Tandy S - 21 Alterraun Verner CB - 31 Major Wright S Special Team - 2 Kyle Brindza K - 48 Andrew DePaola LS - 5 Jake Schum P Lista delle riserve - 80 Kenny Bell WR (IR) - 69 Demar Dotson T (IR-DRF) - 57 Larry English DE (IR) - 97 Akeem Spence DT (PUP) - 41 C.J. Wilson CB (NF-Inj.) Squadra di allenamento - 38 Jude Adjei-Barimah CB - 91 Kourtnei Brown DE - 29 Imoan Claiborne CB - 17 Donteea Dye WR - 79 Reid Fragel T - 28 Isaiah Frey CB - 95 Howard Jones LB - 45 Orie Lemon LB - 85 Evan Spencer WR - 73 Martin Wallace T 53 attivi, 5 inattivi, 10 nella squadra di allenamento |
| Legenda - I rookie sono in corsivo. - Il primo ruolo è il principale mentre gli eventuali successivi indicano i ruoli secondari. - (IR) sta per Injured Reserve ed indica la lista ristretta per un solo giocatore infortunato che può tornare ad allenarsi dopo la settimana 6 e a rientrare in prima squadra dopo che questa ha giocato 8 partite. - (NF-Inj.) / (NF-Ill.) stanno rispettivamente per Non-Football Injured e Non-Football Illness ed indicano le liste dove viene inserito un giocatore che ha un infortunio o una malattia non dipendente dal football americano. - (PUP) sta per Physically Unable to Perform ed indica la lista dove viene inserito un giocatore mentre è in attesa di recuperare la condizione fisica. Nella stagione regolare dopo la sesta partita giocata dalla propria squadra, il giocatore ha tempo tre settimane per riprendere ad allenarsi, più tre settimane aggiuntive dal suo rientro agli allenamenti per rientrare in prima squadra. |

## Calendario
Il calendario della stagione è stato annunciato ad aprile 2015.
| Turno | Data               | Avversario             | Risultato          | Record             | Stadio                  | NFL.com recap      |
| ----- | ------------------ | ---------------------- | ------------------ | ------------------ | ----------------------- | ------------------ |
| 1     | 13/9               | Tennessee Titans       | S 14–42            | 0–1                | Raymond James Stadium   | Recap              |
| 2     | 20/9               | at New Orleans Saints  | V 26–19            | 1–1                | Mercedes-Benz Superdome | Recap              |
| 3     | 27/9               | at Houston Texans      | S 9–19             | 1–2                | NRG Stadium             | Recap              |
| 4     | 4/10               | Carolina Panthers      | S 23–37            | 1–3                | Raymond James Stadium   | Recap              |
| 5     | 11/10              | Jacksonville Jaguars   | V 38–31            | 2–3                | Raymond James Stadium   | Recap              |
| 6     | Settimana di pausa | Settimana di pausa     | Settimana di pausa | Settimana di pausa | Settimana di pausa      | Settimana di pausa |
| 7     | 25/10              | at Washington Redskins | S 30–31            | 2–4                | FedEx Field             | Recap              |
| 8     | 1/11               | at Atlanta Falcons     | V 23–20 (dts)      | 3–4                | Georgia Dome            | Recap              |
| 9     | 8/11               | New York Giants        | S 18–32            | 3–5                | Raymond James Stadium   | Recap              |
| 10    | 15/11              | Dallas Cowboys         | V 10–6             | 4–5                | Raymond James Stadium   | Recap              |
| 11    | 22/11              | at Philadelphia Eagles | V 45–17            | 5–5                | Lincoln Financial Field | Recap              |
| 12    | 29/11              | at Indianapolis Colts  | S 12–25            | 5–6                | Lucas Oil Stadium       | Recap              |
| 13    | 6/12               | Atlanta Falcons        | V 23–19            | 6–6                | Raymond James Stadium   | Recap              |
| 14    | 13/12              | New Orleans Saints     | S 17–24            | 6–7                | Raymond James Stadium   | Recap              |
| 15    | 17/12              | at St. Louis Rams      | S 23–31            | 6–8                | Edward Jones Dome       | Recap              |
| 16    | 27/12              | Chicago Bears          | S 21–26            | 6–9                | Raymond James Stadium   | Recap              |
| 17    | 3/1                | at Carolina Panthers   | S 10–38            | 6–10               | Bank of America Stadium | Recap              |

Note

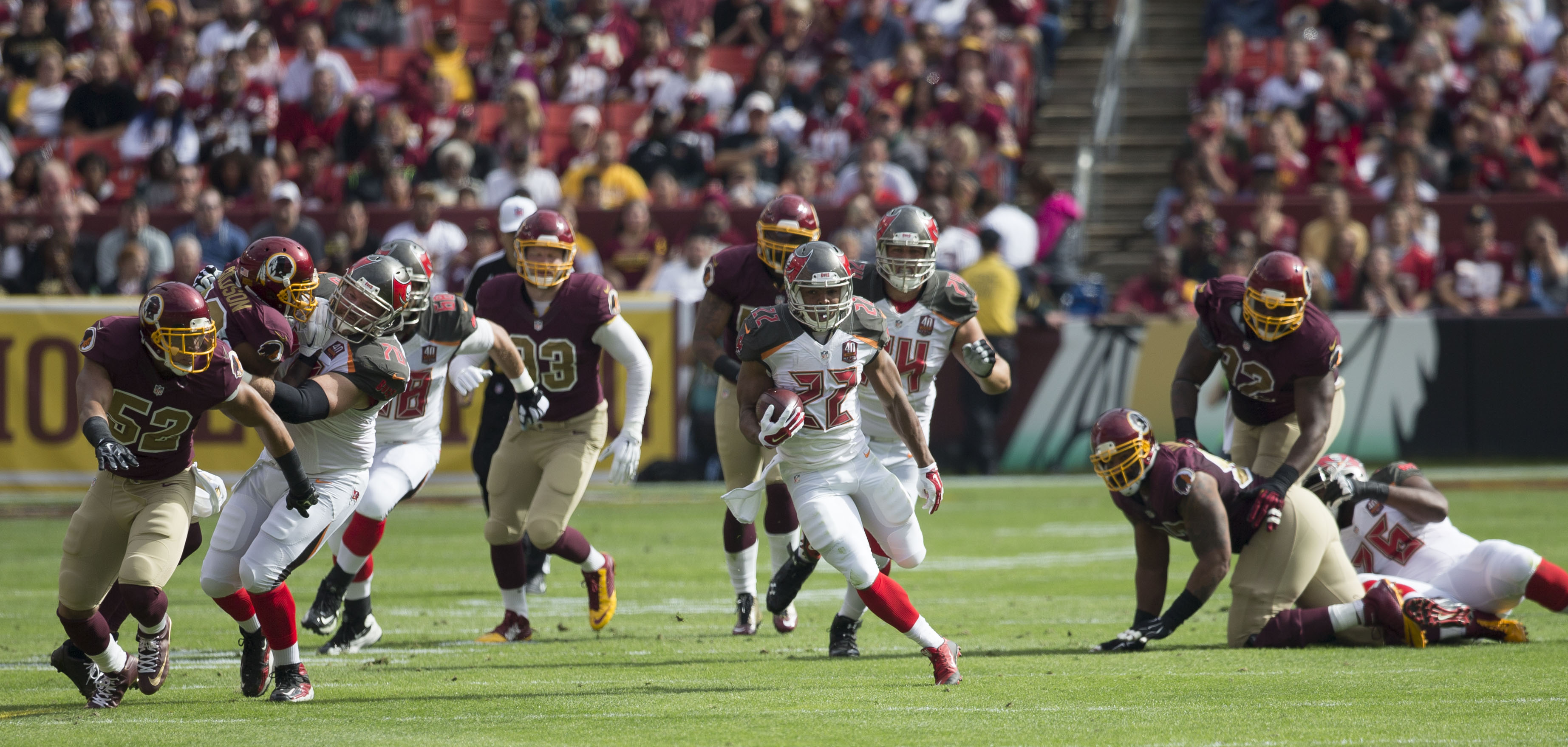
La gara della settimana 7 contro i Redskins

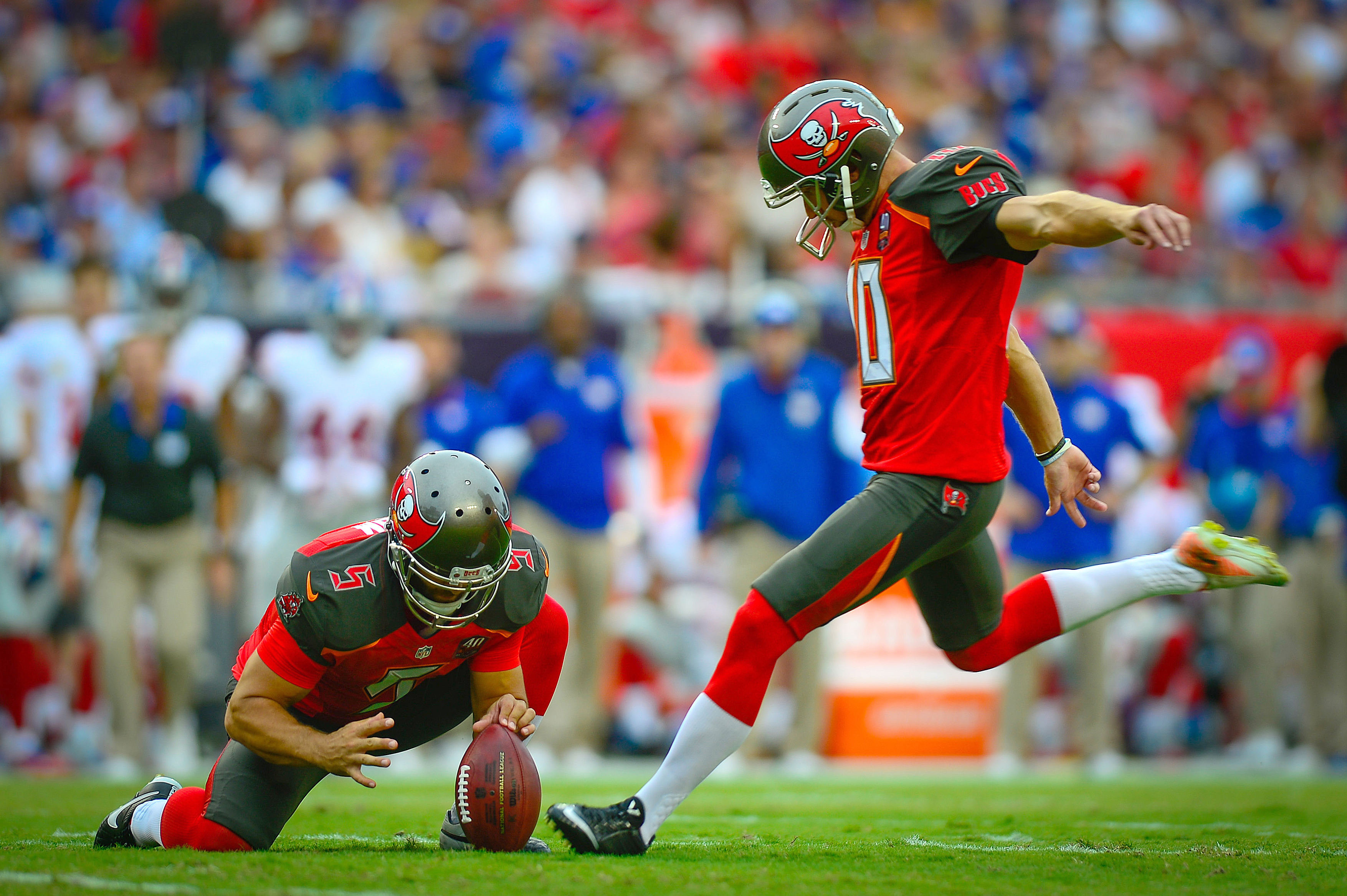
La gara della settimana 9 contro i Giants

- Gli avversari della propria division sono in grassetto.

## Classifiche

### Division
| NFC South             | NFC South | NFC South | NFC South | NFC South | NFC South | NFC South | NFC South | NFC South | NFC South |
|                       | V         | S         | P         | %         | DIV       | CONF      | PF        | PS        | Str.      |
| --------------------- | --------- | --------- | --------- | --------- | --------- | --------- | --------- | --------- | --------- |
| (1) Carolina Panthers | 15        | 1         | 0         | .938      | 5–1       | 11–1      | 500       | 308       | V1        |
| Atlanta Falcons       | 8         | 8         | 0         | .500      | 1–5       | 5–7       | 339       | 345       | S1        |
| New Orleans Saints    | 7         | 9         | 0         | .438      | 3–3       | 5–7       | 408       | 476       | V2        |
| Tampa Bay Buccaneers  | 6         | 10        | 0         | .375      | 3–3       | 5–7       | 342       | 417       | S4        |